# Bir Ali Ben Khalifa
Pour les articles homonymes, voir Ben Khalifa.
Bir Ali Ben Khalifa (arabe : بئر علي بن خليفة) ou Bir Ali (arabe : بئر علي) est une ville tunisienne située à une soixantaine de kilomètres à l'ouest de Sfax.
Rattachée administrativement au gouvernorat de Sfax, elle constitue une municipalité comptant 4 905 habitants en 2014 ; elle est aussi le chef-lieu d'une délégation.
Il s'agit d'un bourg agricole dont le site a été choisi par la présence d'un puits comme son nom l'indique (bir).  Aujourd'hui, la ville se situe au croisement entre la route de Sfax (RN14) et la route vers Skhira (RN2). Il est constitué de plusieurs hameaux dont celui de Ras Fartout, Oued Ech-Cheikh, Oued Errkham, Ouadran ou encore Awayed.